# سوزان رومن
سوزان رومن (انگلیسی: Susan Roman؛ زادهٔ ۱۷ آوریل ۱۹۵۷ (۶۷ سال)) هنرپیشه اهل کانادا است. از فیلم‌هایی که وی در آن نقش داشته است، می‌توان به هوی متال و هار اشاره کرد.